# Servít je vůl
„Servít je vůl“ je nejznámější česká latrinálie, tj. anonymní nápis umísťovaný zejména na veřejné toalety. V 60. letech 20. století se tento nápis začal objevovat nejprve v rámci recesistické pomsty studentů, avšak později se rozšířil i mezi lidi, kteří původně označenou osobu neznali, a byl šířen do celého světa. Úsloví se stalo obecně známým a rozšířily se i některé jeho modifikace.

## Původ a rozšíření
Jako původní cíl recesistické akce bývá nejčastěji uváděn prof. Radim Servít (1921–1984), vyučující pružnost a pevnost na fakultě stavební ČVUT v 60. letech a proslulý přísností při zkoušení.
Později byl nápis vztahován i na další osoby jménem Servít.
Další variantou je, že spojení „Servít je vůl“ pochází z knihy Konec starých časů od Jaroslava Žáka (do roku 1989 putovala toliko v samizdatu), v níž vystupuje osoba Áda Servít, který rád jako student na zdi vypisoval hesla o tom, kdo je vůl: „Lyrický talent Ádův se změnil ve vlohu satirickou. Jeho první aforismy se objevily na zdech a plotech, hlásajíce, že pan řídící, pan starosta a jiní hodnostáři jsou volové. Byl odhalen a perzekvován, nejprve rákoskou přes ruce, později dokonce i přes zadnici. Hněv satirikův propůjčil křídla jeho fantazii a od realistického „učitel je vůl“ přes dadaistické „Pepka Šéfrová je vůl“ dospěl až k metafyzickému „vůl je vůl“, což napsal ve vzteku na školní dveře, vytvořiv tak v tomto odvětví nápisové literatury nepředstižitelný superlativ.“
Studenti začali mimo jiné na záchodcích hostinců v okolí školy psát na zdi poznámky „Servít je vůl“. V prostředí šedesátých let, kdy se nespokojenost studentů velmi často ventilovala v akcích, známých tehdy jako recese, se nápisy „Servít je vůl“ z dejvických záchodků postupně rozšířily za hranice Prahy, ČSSR a Evropy, přetrvaly a byly obnovovány po generace. Z doložených míst, kde byl či je tento nápis k vidění, lze namátkou jmenovat: Eiffelova věž (podle Vladimíra Justa), nádraží v Miláně (autor nápisu Jiří Reinsberg), stanice v newyorském metru, nádraží Nesebar v Bulharsku, Gerlachovský štít, záchodky v Londýně, plot rybářské hospody v polské vesnici na Baltu, chodba jídelny na sovětské polární stanici Mirnyj v Antarktidě, Empire State Building v New Yorku.
Postupem doby byly nápisy obměňovány, a jsou známé kreace jako „Doopravdy nejsem vůl, Servít“, „Všichni jste volové! Servít“, „Nejen Servít, ale i…“, „X.Y. je Servít“, „Promiň, Servíte, jsou i větší volové“ atp. Při majálesu v roce 1965 se mimo jiné skandovalo „Ať žije Servit. Všichni jsou volové.“
Nápis Servít je vůl se mihne ve filmu Naděje má hluboké dno (1988), na stěně telefonní budky ve scéně, kde paní Dlasková telefonuje zeti seznamovací inzerát.
Senátor Jaroslav Kubera zmínil fenomén tohoto nápisu v roce 2001 (při projednávání novely trestního zákona č. 139/2001 Sb., kterou byl přidán § 257b o speciální skutkové podstatě postříkání, pomalování či popsání cizí věci), v recesistickém projevu, v němž původ graffiti odvozoval od Járy Cimrmana. Kubera v Senátu řekl: „Křída byla hlavním nástrojem writerů až do konce 60. let. Vrcholem tohoto období byl nápis ,servít je vůl‘, který pronikl až do metra v New Yorku a stal se inspirací pro vznik graffiti ve Spojených státech. Po vstupu spojeneckých vojsk v srpnu 1968 byla křída nahrazena vápnem. (…)“
Motiv Servíta se objevuje v sedmidílném rozhlasovém seriálu Jana Vedrala Xaver (2007), konkrétně v prvním díle nazvaném Servíte, promiň. Hláška (v mluvené, nikoliv psané podobě) se objevila i ve filmu Vejška z roku 2014.